# سلتاق
سلتاق (به ترکی آذربایجانی: Saltaq) منطقه‌ای مسکونی در جمهوری آذربایجان است که در شهرستان جلفا واقع شده‌است. سلتاق ۱٬۵۶۶ نفر جمعیت دارد.